# Dammerscheid
Dammerscheid was een kasteel in het Nederlandse dorp Voerendaal, provincie Limburg. Het was een riddermatig kasteel en een leen van het huis Schinnen. De exacte locatie van het kasteel is onbekend.

## Geschiedenis
Het kasteel is vernoemd naar de familie Dammerscheid, die al in de 15e eeuw met het goed zou zijn beleend. In 1528 werd Johan van Dammerscheid als leenman genoemd. In 1571 werd melding gemaakt van Johan van Dammerscheid op een taxatielijst van de Valkenburgse lenen; waarschijnlijk had dit betrekking op het kasteel. De familie bleef tot eind 17e eeuw eigenaar van het kasteel, maar door het huwelijk van Maria van Dammerscheid met jonker Johan Willem van Elmpt rond 1675 kwam het kasteel bij de adellijke familie Van Elmpt terecht.
In de loop van de 18e eeuw raakte het kasteel vervallen en in 1753 werd de hoeve met schuren en stallen gesloopt. In 1789 liet Anna Maria van Elmpt een nieuw woonhuis bouwen in Voerendaal, het zogenaamde Freuleshoes. Het vervallen kasteel is waarschijnlijk rond 1795 afgebroken.
Anna Maria overleed in 1809. Jan Cornelis van Panhuys kocht in 1810 de gronden van het goed Dammerscheid aan. 

## Locatie
Er bestaat onduidelijkheid over de exacte locatie waar het kasteel Dammerscheid heeft gestaan. Er zijn twee opties gesuggereerd: in het park ’t Brook of langs de Oude Midweg.

### ’t Brook
Waar nu park ’t Brook ligt, was vroeger een nat moerasgebied. Tot 1967 zou hier nog een omgrachting zichtbaar zijn geweest. De voormalige kasteellocatie is herkenbaar als een verhoging van circa 1 meter, met een doorsnede van 30 meter. Het zou hier om een mottekasteel gaan.
In 2015 heeft op deze locatie archeologisch onderzoek plaatsgevonden waarbij resten van een kalkstenen fundering zijn aangetroffen. Ook werden aanwijzingen gevonden voor een gracht rondom de motte. Het aangetroffen aardewerk dateerde uit de 12e tot en met 14e eeuw.
Uit het acheologisch onderzoek komt naar voren dat het hier waarschijnlijk niet om kasteel Dammerscheid ging, maar om de zogenaamde Borgbergh, een middeleeuws mottekasteel. Dammerscheid zou wel de logische opvolger zijn geweest van deze motte, maar het nieuwe kasteel werd niet op dezelfde plek gebouwd. Kasteel Dammerscheid moet dan elders in 't Brook zijn gesticht.

### Oude Midweg
Bij de huidige Oude Midweg lag ooit de handelsroute richting Valkenburg, wat een logische plek zou zijn voor een kasteel. Op een kadastrale kaart uit 1822 staat op die plek ook een restant van een bouwwerk ingetekend met de naam Dammerscheid. Uit 18e-eeuwse meldingen blijkt bovendien dat er een kasteel stond nabij buurtschap Op gen Heg en de hoeve Overst Voerendaal, beide gelegen in de omgeving van de Oude Midweg.

## Bouwhistorie
Er zou al in 1381 sprake zijn van Dammerscheid. Een notarieel document uit 1762 geeft ook een beschrijving waaruit een middeleeuwse oorsprong van het kasteel zou blijken: zo zou het nog over schietgaten beschikken die oorspronkelijk voor handbogen werden gebruikt.
Er moet in ieder geval een toren met een torenkamer zijn geweest, gezien een melding uit 1752 dat de aan tuberculose lijdende baron Van Elmpt in die torenkamer zijn testament opmaakte.
In 1779 werd melding gemaakt van de vervallen staat van kasteel Dammerscheid. Waarschijnlijk is het rond 1795 gesloopt. Onderdelen van het kasteel, waaronder enkele deuren en een trap, zijn hergebruikt bij de bouw van het Freuleshoes in 1789. Ook zijn een viertal 16e-eeuwse haardstenen bewaard gebleven.
Aerwinkel · Kasteel Afferden · Aldt Huys · Aldenborgh · Kasteel Aldenghoor · Aldenhoven · Alte Burg · Kasteel Amstenrade · Slot Annendael · Kasteel Arcen · Baersdonck · Bakvliet · Baronsberg · Baxhof · Beegden ·  Benzenrade · Kasteel De Berckt · Kasteel Bethlehem · Beusdaelshof · Binsfeld · Huis Blankenberg · Kasteel Bleijenbeek · Blitterswijck · Boerlo · Bolberg · Bollenberg · Kasteel De Bongard · Borggraaf · Kasteel d'Erp · Kasteel Borggraaf · Kasteel Borgharen · Kasteel Born · Huis Bree · Breust · Kasteel Broekhuizen · Broekhuizen · Gracht Burggraaf · Kasteel De Burght · Kasteel Cartils · Cloppenburg (Oost-Maarland) · Kasteel Cortenbach · Huis De Dael · Dammerscheid · Kasteel De Bockenhof · De Donck (Sevenum) · De Donck (Swolgen) · De Dorth ·  Huis ten Dijcken · Kasteel Doenrade · De Doom · Douve · Douvenrade · De Dries · Kasteel Erenstein · Kasteel Eijsden · Eijsden · Einrade · Kasteel Elsloo · Ensenbroek · Eperhuis · Etzenraderhuuske · Exaten · Kasteel Eijckholt · Kasteel Eyckholt · Eys · Gastendonck · Kasteel Genbroek · Gebroken Slot · Kasteel Geijsteren · Kasteel Op Genhoes · Kasteel Genhoes · Genneperhuis · Kasteel Het Geudje · Kasteel Geulle · Kasteel Geusselt · Geijsteren · Gen Heck · Ghoor · Kasteel Goedenraad · Kasteel Grasbroek · Kasteel Groenendaal · Groethof · Groot Paarlo · Kasteel van Gronsveld · De Gun ·Kasteel Haeren · Kasteel Den Halder · Heerlaer · Heeze · Heijen · 's-Herenanstel · Kasteel Hillenraad · Kasteel Hoensbroek · Hoenshuis · Holstrate · Holtmühle · Huize Holtum · Kasteel Horn · De Horst · Huys ter Horst · Ten Hove (Grathem) · Ten Hove (Panningen) · Huis Brias · Huis Darth ·  Kasteel Hurpesch · Kasteel Sint-Jansgeleen · Kasteel Jerusalem · Kasteel Kaldenbroek · Den Kamp · Kasteel Karsveld · Kasteel Keverberg · Klein Paarlo · Klimmender Huuske · De Kolck · Koppelberg · Laar · Landsfort · Kasteel Lemiers · Kasteelruïne Lichtenberg · Kasteel Limbricht · Lonesteyn · Huize Lovendael · Mazenburg · Kasteel van Meerlo · Kasteel Meerssenhoven · Meezenbroek · Kasteel van Mheer · Middelaar · Kasteel Millen · Kasteel Montfort · Movert · Mulrode · De Munt · Château Neercanne · Kasteel Neubourg · Nienghoor · Huis Nierhoven · Kasteel Nieuwenbroeck · Nije Huys · Kasteel Nijenborgh · Kasteel Nijswiller · Nijthuysen · Kasteel Obbicht · Oedenrade · Kasteel Ooijen · Kasteel Oost (Valkenburg) · Kasteel Oost (Oost-Maarland) · Kasteel Ouborg · Overen · Kasteel Passarts-Nieuwenhagen · Prickenis · Prinsenhof · Puth · De Putting · Raath · De Raay · Ravenhof · Kasteel Reijmersbeek · Kasteel van Rijckholt · Kasteel Rivieren · Rodenbroek · Rosendaal · Kasteel Schaesberg · Kasteel Schaloen · Te Scharen · Schenkenburg · Kasteel Scheres · De Spijker (Geijsteren) · De Spijker (Leeuwen) · Huis Severen · Sibberhuuske · Château St. Gerlach · Spraland · Huis De Spyker · Huize Stalberg · Stalberg (Wellerlooi) · De Steeg · Kasteel Stein · Steinhagen · Steenen Huis · Stoel van Swentibold · Strijthagen (Landgraaf) · Strijthagen (Welten) · Struyver · Kasteel Terborgh · Terlinden (Wijnandsrade) · Terveurdt · Ter Weyer · Kasteel Ter Worm · De Tombe · Huis De Torentjes · Triest · Trippaert · Kasteel Vaalsbroek · Kasteel Vaeshartelt · Valkenburg · Vliek · De Vroenhof · Vrijburg · Kasteel Wambach · Warenberg · Well · Weyershof ·  Wijlre · Kasteel Wijnandsrade · Wijnandsrade · Wijnantshof · Wissegracht · Huize Witham · Kasteel Wittem · Wolfrath · Wylre